# Grand Commun

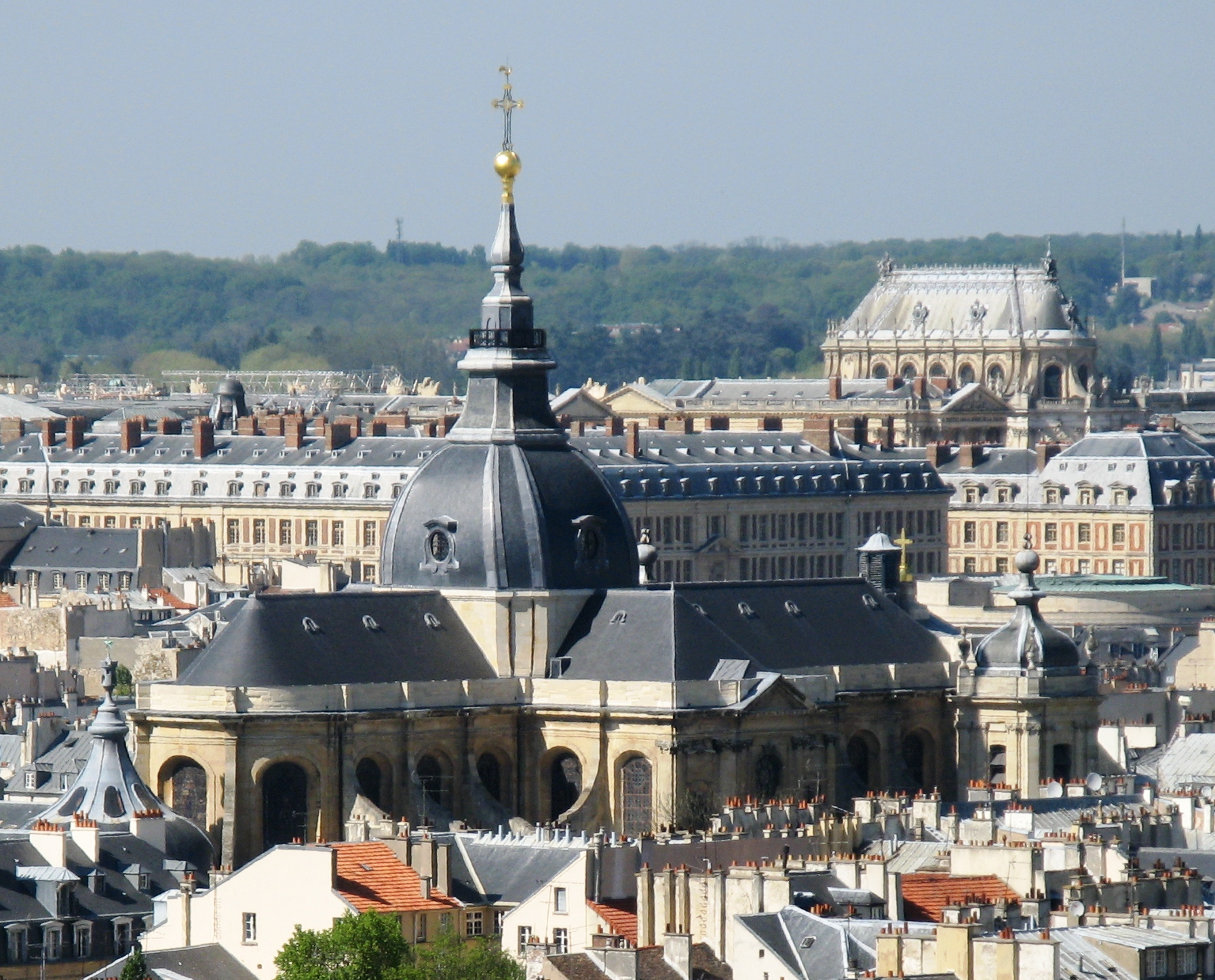
Blick über die Stadt Versailles, hinter der Kirche St. Louis ragen die Trakte des Grand Commun auf

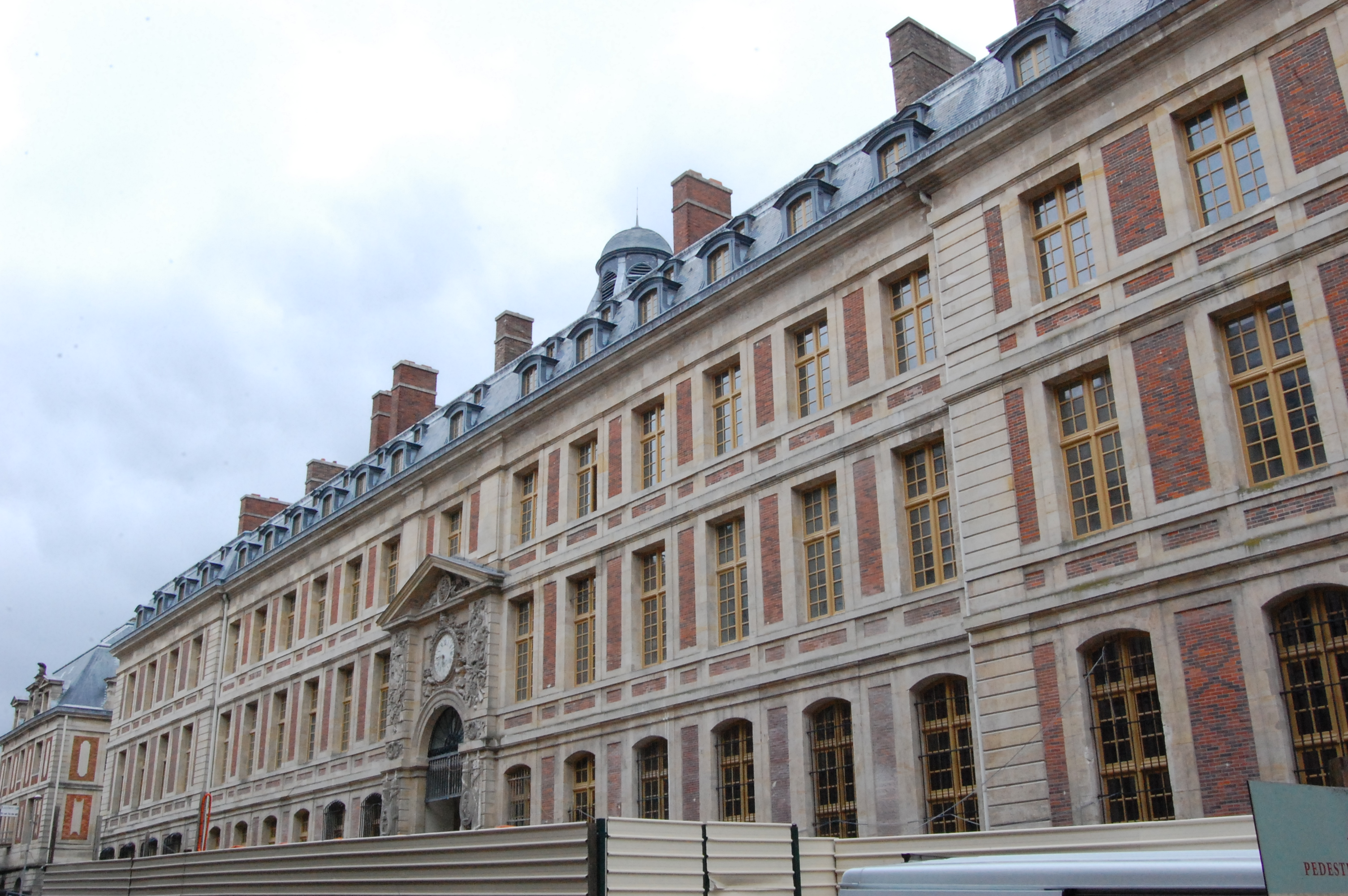
Das Grand Commun

Das Grand Commun in der französischen Stadt Versailles diente als Kavaliershaus und Wirtschaftsgebäude des Schlosses von Versailles. Der vierflügelige Bau wurde durch Jules Hardouin-Mansart anlässlich der Verlegung des Regierungssitzes von Paris nach Versailles von 1682 bis 1684 unter König Ludwig XIV. errichtet. Er befindet sich in unmittelbarer Nähe des Palastes zwischen dessen Süd- und dem linken Ministerflügel.
Das großzügige, 82 × 76 Meter messende Gebäude im Stil des Barock ist stilistisch an die stadtseitige Fassadengestaltung des Schlosses angelehnt. Es enthielt im Untergeschoss die Schlossküchen und zahlreiche Wirtschaftsräume sowie darüber Räumlichkeiten für die Dienerschaft des Versailler Hofstaats. Da das benachbarte Schloss nahezu chronisch überbelegt war, wurden im Grand Commun auch Appartements für rangniedere Höflinge und Gäste eingerichtet. Unter den Mitgliedern des französischen Hofs waren die Wohnräume des Gebäudes wenig begehrt und galten wegen seiner ursprünglichen Funktion als Wirtschaftsbau als unstandesgemäß. Zur Zeit des Ancien Régime lebten durchschnittlich mehr als 1.000 Personen in dem Bau; die ständige Wohnungsnot des Hofstaats konnte jedoch auch das Grand Commun nicht lösen und so wurden mit dem Hôtel de Duras, dem Hôtel de Louis und dem Hôtel de Nyert weitere Wohngebäude in der Stadt geschaffen.
Das Grand Commun beherbergte während der Französischen Revolution eine Waffenmanufaktur und wurde 1823 in ein nach Dominique Jean Larrey benanntes Militärhospital umgewandelt, diese Funktion behielt es bis ins 20. Jahrhundert. Das Grand Commun wurde 2013 restauriert und dient seit 2015 dem Museum von Versailles als Ausstellungs- und Verwaltungsbau.